# Almut Tina Schmidt

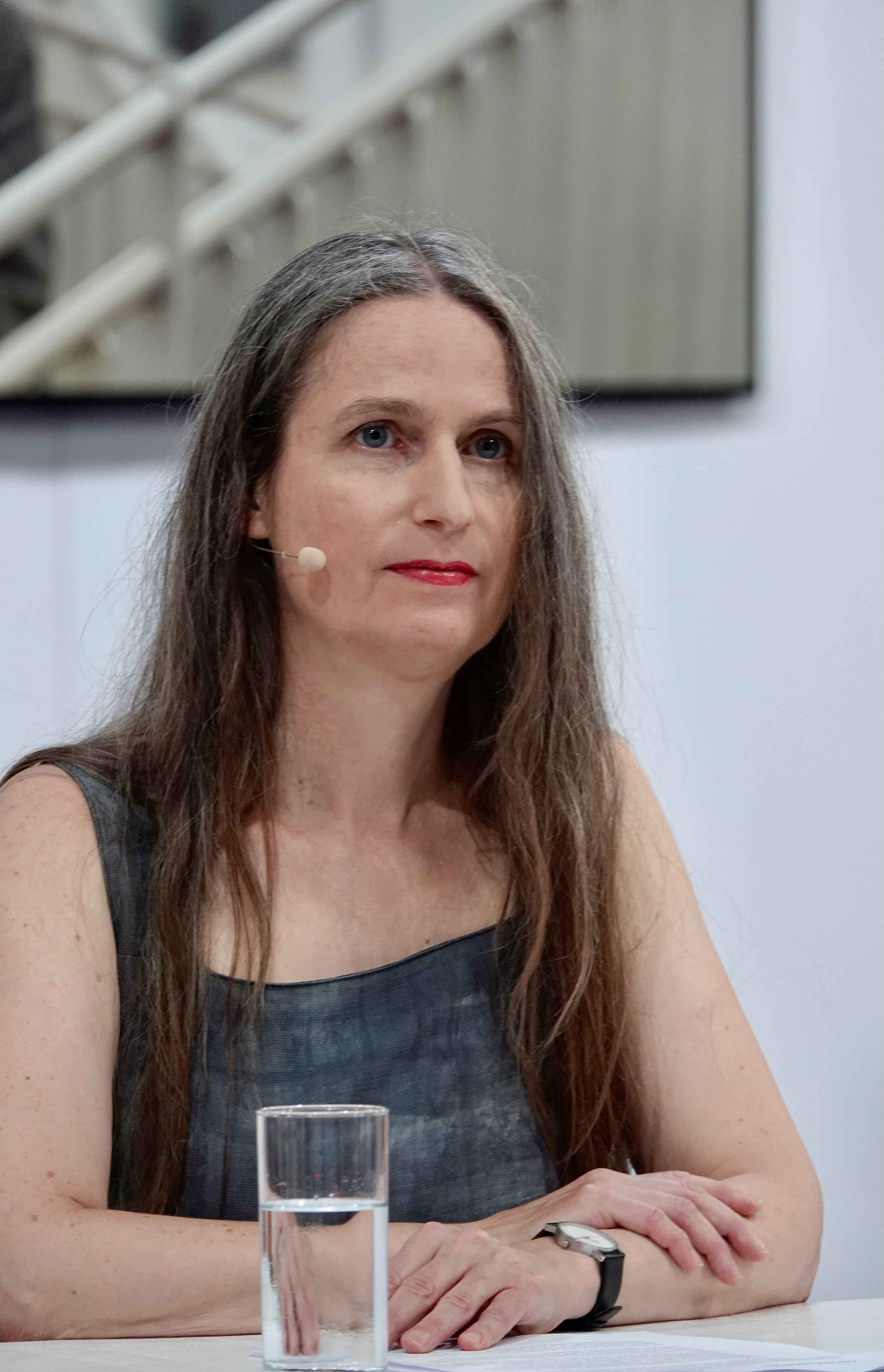
Almut Tina Schmidt beim Ingeborg Bachmann-Preis 2025

Almut Tina Schmidt (* 4. Juni 1971 in Göttingen) ist eine deutsche Schriftstellerin, Dramaturgin und Hörspielautorin.

## Biografie
Tina Schmidt ist in Marburg aufgewachsen. Sie studierte Neuere deutsche Literaturwissenschaft, Philosophie und Politik an der Albert-Ludwigs-Universität Freiburg. Ihre Dissertation über Thomas Strittmatter schloss sie 2010 ab.
Schmidt lebt als freie Schriftstellerin in Wien und schreibt für Erwachsene und Kinder. Sie veröffentlichte Kinderbücher, Theaterstücke und zahlreiche Hörspiele. In Literaturzeitschriften und Anthologien wurden ihre Texte veröffentlicht, aber auch in der Zeitung meldet sie sich zu Wort.
Eine „erfrischend freche Lebensphilosophie“, die in der Kurzgeschichte Wiener Geflecht zum Ausdruck komme, schrieb das Literaturbüro Lüneburg 2011 der Schriftstellerin zu.
In der Zeitung Die Presse rezensierte Peter Henisch 2016 den Roman Die Zeitverschiebung. „Von den ersten Seiten an ist dieser Roman eine Reflexion über die Zeit, deren Wesen darin besteht, zu vergehen, sich nicht anhalten zu lassen, immer schon schneller vergangen zu sein, als man geglaubt hat. Und bis zum Ende ist er auch ein Text über das Hand- und Kopfwerk des Schreibens.“ lobte er die Autorin. Beim Ingeborg-Bachmann-Preis 2025 wurde sie mit dem 3sat-Preis ausgezeichnet.

## Publikationen

### Dissertation
- „Eine Rakete mit der Füllung Zeit“ – Thomas Strittmatter (1961–1995): Erzählen in Auseinandersetzung mit der Tradition. Dissertation. Universität Freiburg, 2010, DNB 1129080641.

### Werke
- Meinen Namen weiß Oma schon lange nicht mehr. Jugendbuch. Elefanten Press, Berlin 1999, ISBN 3-88520-727-3.
- Als ich ein Kaninchen war. Kinderbuch (mit Bildern von Silke Tessmer). Elefanten Press, München 2001, ISBN 3-570-14620-0.
- Auswachsen, Erzählung. Literaturverlag Droschl, Graz-Wien 2002, ISBN 3-85420-608-9.
- In Wirklichkeit, Roman. Literaturverlag Droschl, Graz-Wien 2008, ISBN 978-3-85420-748-1.
- Das Ding der Unmöglichkeit. Roman für Kinder (mit Bildern von Franziska Biermann). Gerstenberg Verlag, Hildesheim 2010, ISBN 978-3-8369-5282-8.
- Zeitverschiebung, Roman. Literaturverlag Droschl, Graz-Wien 2016, ISBN 978-3-85420-978-2.
- Ein Karton. Erzählung. Literatur Quickie, Hamburg 2024, ISBN 978-3-949512-30-8.

### Hörspiele
- Monolog für eine Silvesternacht, Hörspiel (Regie: Heidrun Nass). Saarländischer Rundfunk (SR), 1999.
- Ritas Reisen, Hörspiel (Regie: Susanne Krings). Westdeutscher Rundfunk (WDR), 2000.
- Klara, Hörspiel (Regie: Christiane Ohaus). Radio Bremen (RB), 2001.
- Vormittags in der Bar, Hörspiel (Regie: Jörg Schlüter). Westdeutscher Rundfunk (WDR), 2003.
- Die Stunde des Metronoms, Hörspiel (Regie: Susanne Krings). Westdeutscher Rundfunk (WDR), 2006.[8]
- Dünne Wände, Hörspiel (Regie: Maria Ohmer). Südwestdeutscher Rundfunk (SWR), 2008.
- Wie man’s macht, Kurzhörspielserie (fünf Folgen)(Regie: Juliane Schmidt). RBB, 2009.
- Mittlerweile…, acht WURFSENDUNGEN (Serie: 140) (Regie: Stefanie Lazai). Deutschlandradio, 2010.
- Der Schwarzwursthammer, Hörspieladaption des gleichnamigen unvollendeten Erzählprojekts von Thomas Strittmatter (Regie: Ulrich Lampen). Südwestdeutscher Rundfunk (SWR), 2011.
- Im Sand, zehn WURFSENDUNGEN (Serie: 190) (Regie: Alexander Schuhmacher). Deutschlandradio, 2012.
- Vorstellungsrunden, zehn WURFSENDUNGEN (Serie: 222) (Regie: Giuseppe Maio). Deutschlandradio, 2014.

## Auszeichnungen
Schmidt erhielt zahlreiche Preise und Stipendien.
Beim Ingeborg-Bachmann-Preis 2025 wurde sie mit dem 3sat-Preis ausgezeichnet.

### Stipendien
- 1995: Stipendium der Hörspielautorenwerkstatt des Literarischen Colloquiums Berlin[11]
- 1997: Stipendium der Kunststiftung Baden-Württemberg[11]
- 2006: Stadtschreiberin in Vöcklabruck
- 2007: Stipendium Künstlerhaus Lukas Ahrenshoop
- 2009: Stipendium Stuttgarter Schriftstellerhaus[11]
- 2009: Stipendium Künstlerhaus Eckernförde
- 2009/10: Jahresstipendium für Schriftsteller des Ministeriums für Wissenschaft, Forschung und Kunst Baden-Württemberg[11]
- 2010: Stipendium Künstlerhof Schreyahn[11]
- 2013: Heinrich-Heine-Stipendium Lüneburg
- 2013/14: Staatsstipendium des österreichischen Bundesministeriums für Unterricht, Kunst und Kultur
- 2014/15: ScriptLab-Stipendium des Drehbuchforums Wien
- 2016: Hessisches Literaturstipendium Litauen
- 2017/18: Projektstipendium des österreichischen Bundeskanzleramts
- 2018/19: Literar-Mechana Jubiläumsfonds-Stipendium
- 2019: Mira Lobe-Stipendium
- 2021: Stadtschreiberin in Otterndorf
- 2022: Wiener Arbeitsstipendium Literatur
- 2023/24: Projektstipendium des österreichischen Bundesministeriums für Kunst, Kultur, öffentlicher Dienst und Sport

### Preise
- 1999: Open Mike – Preis der literaturWERKstatt berlin[11]
- 2003: Literaturpreis „Das neue Buch“ des Verbands Deutscher Schriftstellerinnen und Schriftsteller (VS) Niedersachsen/Bremen[11]
- 2012: Walter-Serner-Preis vom rbb Kulturradio und dem Literaturhaus Berlin für Wiener Geflecht[5]
- 2017: Rotahorn-Literaturpreis (2. Platz)[12]
- 2017: Buchprämie der Stadt Wien